# رود گرند راند
رود گرند راند رودی است به رود اسنیک می‌ریزد. این رود از کشور ایالات متحده آمریکا می‌گذرد.